# کابینه توجو
کابینه توجو چهلمین کابینه ژاپن است که توسط هیدکی توجو از 18 اکتبر 1941 تا 22 ژوئیه 1944 رهبری می شد.

## منبع
1. ↑  "Tōjō Cabinet". Wikipedia (به انگلیسی). 2023-10-10.